# Geologo

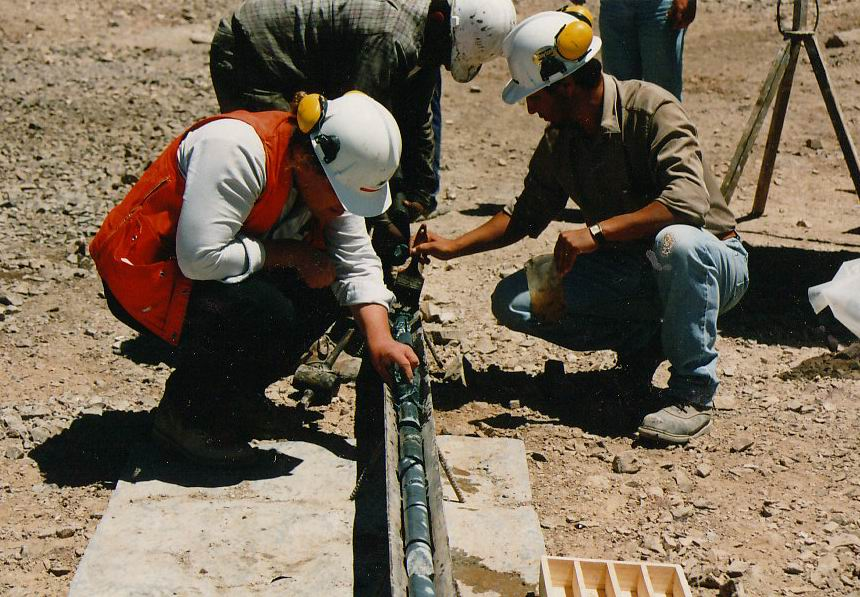
Geologo al lavoro in Cile nel 1994

Il geologo è uno scienziato di matrice naturalistica, che studia la crosta terrestre in termini di componenti costitutive (rocce e minerali che le compongono), strutture e processi che ne determinano il modellamento. In epoca più recente il campo di indagine del geologo si è ampliato allo studio degli altri pianeti del Sistema solare (nell'ambito dell'esogeologia). Oltre ad avere una formazione specifica nel campo delle Scienze della Terra, il geologo deve possedere  solide basi in matematica, fisica, chimica, biologia. Il lavoro del geologo, che si fonda essenzialmente su complesse attività di osservazione, ricerca e documentazione di campo (rilevamento geologico), si avvale anche di indagini e metodiche di laboratorio che prevedono l'impiego di strumenti e dispositivi sempre più sofisticati.
Oltre ad essere impegnati nella ricerca di base accademica e presso enti di ricerca pubblici e privati, i geologi operano in campo energetico e si occupano della tutela, della ricerca e della valorizzazione delle cosiddette "georisorse", materie prime disponibili in natura che comprendono i minerali ad uso industriale, i materiali lapidei da costruzione e ornamentali, gli idrocarburi (petrolio e suoi derivati; metano e gas naturali in genere ; bitume), i carburanti fossili solidi (carbone, litantrace antracite, torva), metalli preziosi (oro, argento, rame, terre rare). Un ulteriore ambito applicativo è rappresentato dallo studio dei "georischi", ovvero la prevenzione del dissesto idrogeologico e disastri naturali, attraverso la prevenzione e la mitigazione del rischio legato a fenomeni naturali quali alluvioni (esondazioni; processi erosivi; ecc..), dissesti gravitativi (frane), valanghe, terremoti, eruzioni vulcaniche, tsunamis. Le attività a supporto della progettazione ingegneristica civile e le bonifiche ambientali rappresentano  sbocchi professionale di notevole importanza per il geologo. Importante risulta anche il contributo apportato alla discussione riguardante i cambiamenti climatici in atto.

## Competenze

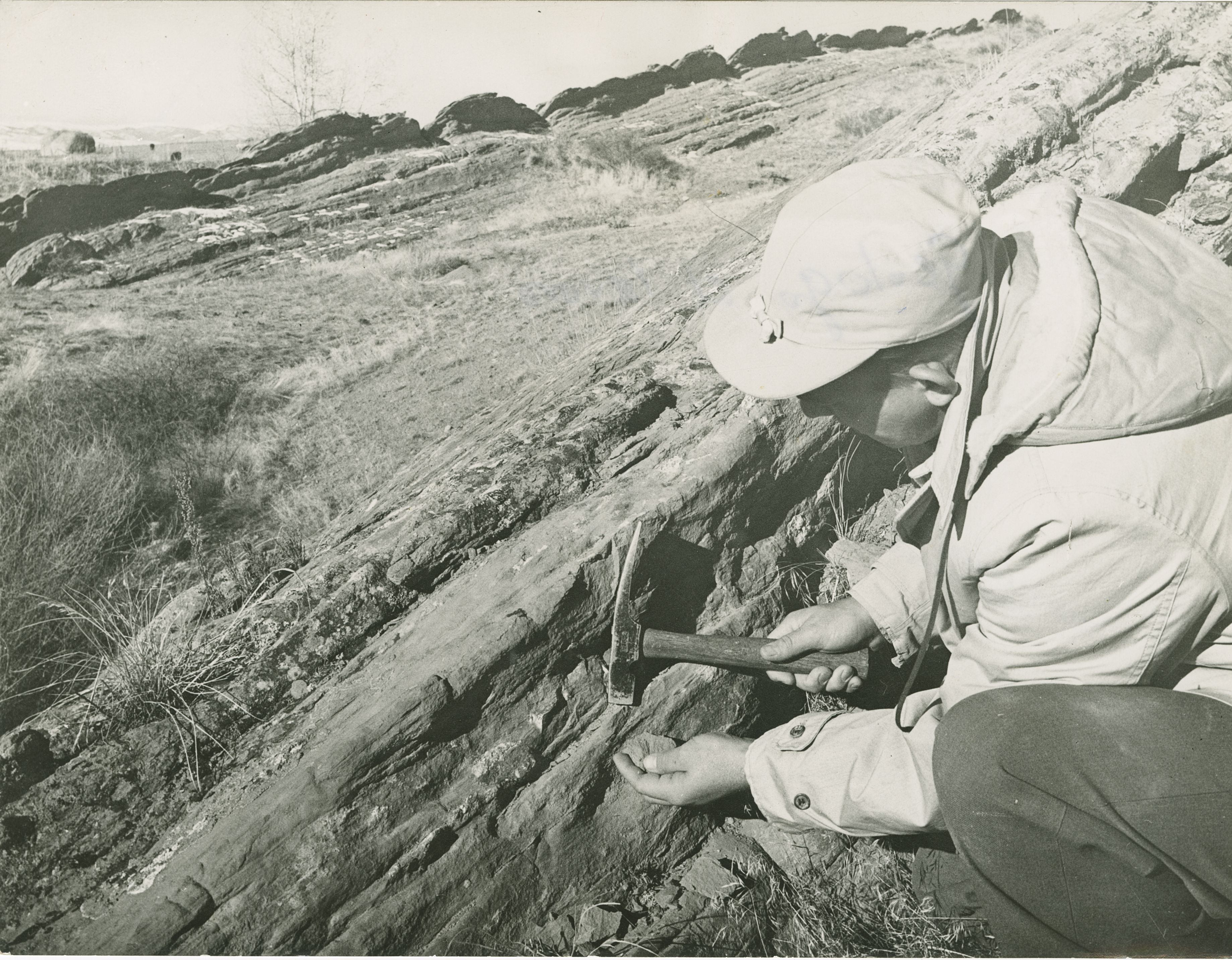
Geologo al lavoro nel 1953

I geologi studiano la struttura e i processi che dominano la Terra. Le competenze del geologo professionista spaziano dal rilevamento geologico alla petrologia fino all'idrogeologia e alla geotecnica, comprendendo la geologia applicata, il rilevamento geologico tecnico e la modellazione 3D. Competenze specialistiche possono essere acquisite, in funzione del piano di studi prescelto, in tutte le discipline afferenti alla geologia.

## Carriere lavorative
Oltre alla carriera come geologo professionista e alla carriera universitaria o ricerca accademica, il geologo trova lavoro nel campo dell'ingegneria civile, dell'industria mineraria, nell'industria petrolifera, nei laboratori di prove su diverse tipologie di materiali, nella produzione di materiali ceramici, nella difesa e protezione dell'ambiente e del paesaggio, nella pianificazione territoriale e urbanistica, nelle pubbliche amministrazioni e nel restauro di beni architettonici.

### Il titolo digeologoin Italia
In Italia, per quanto riguarda l'esercizio della libera professione è vietato per legge riferirsi a sé stessi come geologi se non si è in possesso dell'abilitazione professionale.
L'iscrizione all'albo professionale, e l'esercizio della professione (limitatamente alla redazione di progetti e perizie), è subordinata all'esiti positivo dell'esame di Stato, che si svolge normalmente in 2 sessioni annuali stabilite in base ad ordinanza ministeriale che ne stabilisce anche le sedi.
L'ultimo riferimento normativo in relazione agli esami di stato e alla professione di geologo è il D.P.R. 5 giugno 2001, n. 328 dove sono differenziate anche le sezioni A e B in riferimento ai laureati di 1º e di 2º livello.

#### Decreto del Presidente della Repubblica 5 giugno 2001, n. 328
- a) il rilevamento e la elaborazione di cartografie geologiche, tematiche, specialistiche e derivate, il telerilevamento, con particolare riferimento alle problematiche geologiche e ambientali, anche rappresentate a mezzo "Geographic Information System" (GIS);
- b) l'individuazione e la valutazione delle pericolosità geologiche e ambientali; l'analisi, prevenzione e mitigazione dei rischi geologici e ambientali con relativa redazione degli strumenti cartografici specifici, la programmazione e progettazione degli interventi geologici strutturali e non strutturali, compreso l'eventuale relativo coordinamento di strutture tecnico gestionali;
- c) le indagini geognostiche e l'esplorazione del sottosuolo anche con metodi geofisici; le indagini e consulenze geologiche ai fini della relazione geologica per le opere di ingegneria civile mediante la costruzione del modello geologico-tecnico; la programmazione e progettazione degli interventi geologici e la direzione dei lavori relativi, finalizzati alla redazione della relazione geologica;
- d) il reperimento, la valutazione e gestione delle georisorse, comprese quelle idriche, e dei geomateriali d'interesse industriale e commerciale compresa la relativa programmazione, progettazione e direzione dei lavori; l'analisi, la gestione e il recupero dei siti estrattivi dimessi;
- e) le indagini e la relazione geotecnica;
- f) la valutazione e prevenzione del degrado dei beni culturali ed ambientali per gli aspetti geologici, e le attività geologiche relative alla loro conservazione;
- g) la geologia applicata alla pianificazione per la valutazione e per la riduzione dei rischi geoambientali compreso quello sismico, con le relative procedure di qualificazione e valutazione; l'analisi e la modellazione dei sistemi relativi ai processi geoambientali e la costruzione degli strumenti geologici per la pianificazione territoriale e urbanistica ambientale delle georisorse e le relative misure di salvaguardia, nonché per la tutela, la gestione e il recupero delle risorse ambientali; la gestione dei predetti strumenti di pianificazione. programmazione e progettazione degli interventi geologici e il coordinamento di strutture tecnico-gestionali;
- h) gli studi d'impatto ambientali per la Valutazione d'Impatto Ambientale (VIA) e per la Valutazione Ambientale Strategica (VAS) limitatamente agli aspetti geologici;
- i) i rilievi geodetici, topografici, oceanografici ed atmosferici, ivi compresi i rilievi ed i parametri meteoclimatici caratterizzanti e la dinamica dei litorali; il Telerilevamento e i Sistemi Informativi Territoriali (SIT);
- l) le analisi, la caratterizzazione fisicomeccanica e la certificazione dei materiali geologici;
- m) le indagini geopedologiche e le relative elaborazioni finalizzate a valutazioni di uso del territorio;
- n) le analisi geologiche, idrogeologiche, geochimiche delle componenti ambientali relative alla esposizione e vulnerabilità a fattori inquinanti e ai rischi conseguenti; l'individuazione e la definizione degli interventi di mitigazione dei rischi;
- o) il coordinamento della sicurezza nei cantieri temporanei e mobili limitatamente agli aspetti geologici;
- p) la funzione di Direttore responsabile in tutte le attività estrattive a cielo aperto, in sotterraneo, in mare;
- q) le indagini e ricerche paleontologiche, petrografiche, mineralogiche, sedimentologiche, geopedologiche, geotecniche e geochimiche;
- r) la funzione di Direttore e Garante di laboratori geotecnici;
- s) le attività di ricerca.